# The Mysterious Murasame Castle
The Mysterious Murasame Castle (謎の村雨城 Nazo no Murasame Jō) es un videojuego de aventuras de acción desarrollado y publicado por Nintendo para la Family Computer Disk System (FDS), que salió a la venta en abril de 1986. Fue dirigido por Minoru Maeda y contó con la composición sonora de Koji Kondo. El juego fue uno de los primeros juegos lanzados para el sistema, y el segundo título original después de The Legend of Zelda siendo ambos publicitados en conjunto con un teaser animado de su historia. 
El juego sólo estaba disponible en Japón en su lanzamiento inicial. El juego fue lanzado fuera de Japón por primera vez en la consola virtual Nintendo 3DS en Europa y Australia en mayo de 2014 y en Norteamérica en agosto de 2014.

## Trama
La historia de Nazo no Murasame Jō transcurre durante el periodo Edo en Japón, bajo el gobierno del clan Tokugawa, durante el mandato del cuarto shōgun Tokugawa Ietsuna. La historia se sitúa en la región de Yotsuya, en el centro de la región se alza el castillo Murasame, conocido por una antigua estatua gigantesca de piedra que lleva generaciones, intacta.

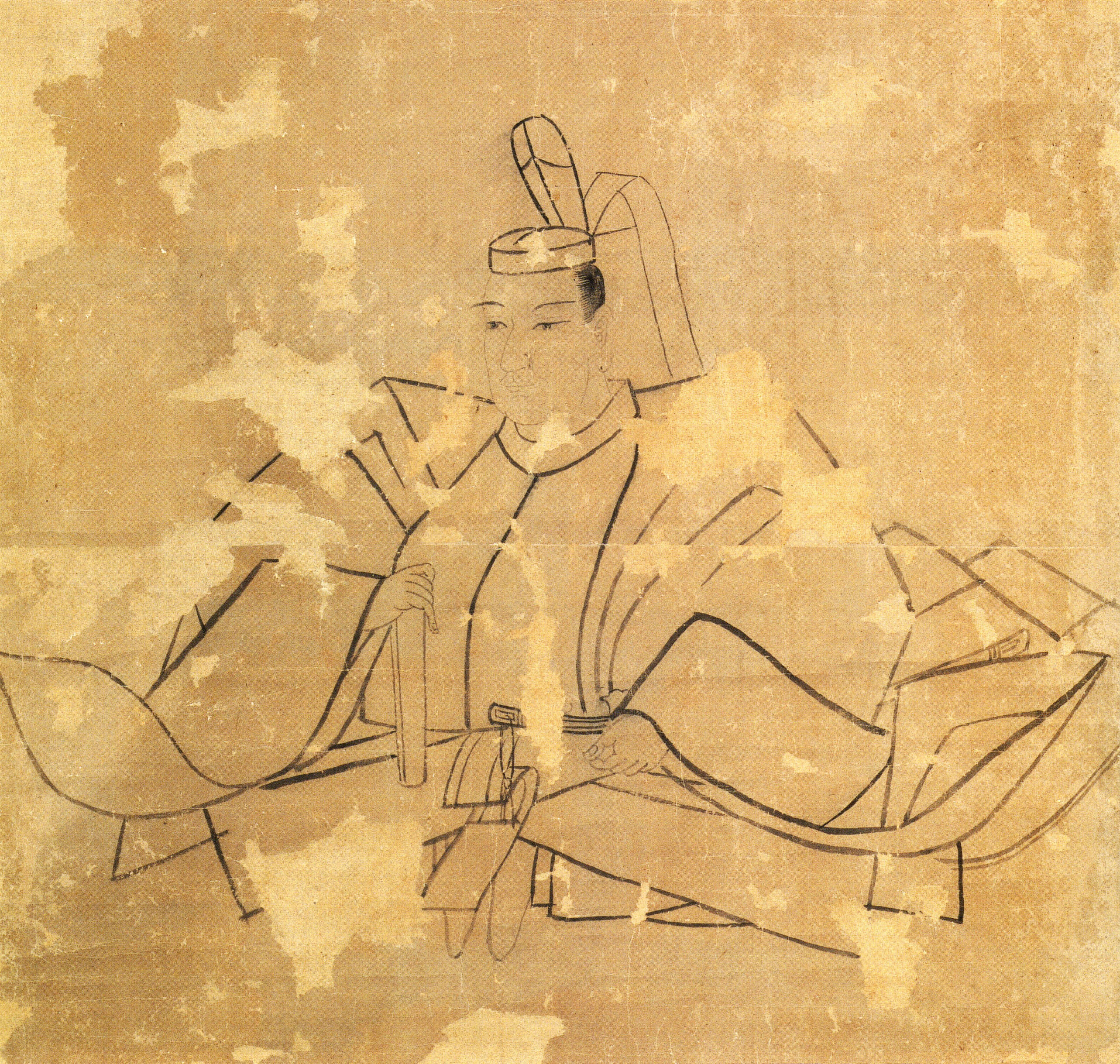
Retrato de Tokugawa Ietsuna, shōgun entre 1651 y 1680.

Una noche, un objeto brillante cae con estruendo del cielo e impacta el castillo. Desde entonces, emergen sonidos inhumanos del interior. La figura celeste resulta ser una entidad viva de origen desconocido, que se apodera del castillo y anima a la estatua de Murasame. Su influencia se extiende rápidamente a los daimyō de cuatro castillos vecinos (Aosame, Akasame, Ryokusame y Momosame) mediante orbes que los someten a su control. A partir de entonces, estos señores feudales comienzan a hostigar las aldeas con tropas de ninjas, samuráis rebeldes y criaturas sobrenaturales como Tengus, Onis, y espectros.
Ante el caos, el shogun envía en secreto a Takamaru, un joven samurái en formación, para investigar los misterios y restaurar el orden. Takamaru debe infiltrarse en los cinco castillos, cada uno protegido por un ejército temático y por trampas. La travesía inicia en los caminos exteriores de Edo, donde emboscadas y enemigos acechan, y culmina en el corazón de cada fortaleza, donde reside el daimyō corrupto.

Castillo Himeji, en la prefectura de Hyōgo (antiguo distrito de Shikito en la provincia de Harima), construido en 1346. Es la representación más cercana al Castillo Murasame.

Cada castillo presenta una ambientación y tipo de amenaza distinta: Aosame (con serpientes y trampas acuáticas), Akasame (envuelto en fuego y custodiado por guerreros enmascarados), Ryokusame (cubierto de vegetación, con enemigos ilusorios y clones), Momosame (con magos y trampas florales) y Murasame (que mezcla arquitectura tradicional con elementos macabros, albergando al núcleo de la amenaza: una criatura demoníaca de aspecto híbrido que funge como encarnación del castillo y de la entidad invasora). Takamaru se vale de su entrenamiento, su espada y habilidades obtenidas en su trayecto, como técnicas con pergaminos y objetos místicos, para enfrentarse a estos enemigos. En su camino también encuentra princesas ocultas que le ofrecen apoyo y confirman su progreso, mientras su katana adquiere mayor poder conforme se acerca al castillo central. Una vez vencidos los daimyō y recuperadas las esferas de poder que los dominaban, Takamaru se adentra en el Castillo de Murasame y destruye a la entidad invasora; con la fuerza de los cinco orbes libera a la región de su influencia y restablece el orden en Edo.

## Jugabilidad
El jugador asume el papel del protagonista principal Takamaru. El objetivo es correr a través del Castillo de Murasame y los cuatro castillos vecinos, obtener las cuatro gemas de los señores del castillo y derrotar al principal antagonista Murasame. El jugador se mueve desde diferentes direcciones en una vista descendente sin desplazamiento lateral. El juego tiene sólo un número limitado de power-ups, lo que obliga a los jugadores a confiar en sus propias habilidades de acción más que cualquier otra cosa.
El mundo del juego tiene pergaminos esparcidos por los castillos para que Takamaru los recoja, y trajes especiales de mapache pueden revelar power-ups. A los jugadores se les da un cierto número de vidas, y pueden ganar vidas adicionales rescatando a las princesas de los castillos y jugando a través de las rondas de bonificación después de completar la primera mitad de cada nivel. Una vida se pierde cuando el indicador de salud de Takamaru se agota o se queda sin tiempo. Cuando todas las vidas se pierden en cualquier momento del juego, aparecerá la pantalla de juego sobre el que el jugador puede continuar el juego o guardar su progreso.

### Sistema de Juego

#### 1. Movimiento y Controles
- Perspectiva: Vista superior fija (8 direcciones)
- Controles básicos:
  - D-Pad: Movimiento
  - Botón A: Katana (ataque cercano/deflectar proyectiles)
  - Botón B: Fūshaken (hojas-molino arrojadizas)
  - Start: Pausa/Guardado

#### 2. Armas Principales
- Katana (刀):  Ataque cuerpo a cuerpo que puede deflectar proyectiles (excepto bolas de fuego). Ideal contra enemigos cercanos como ninjas o bandidos.
- Fūshaken (風車剣, "hojas-molino"):  Armas arrojadizas que giran en forma de cruz (+) y permanecen activas brevemente. Perfectas para controlar grupos de enemigos o atacar a distancia. Pierdes su mejora al morir.

#### 3. Técnicas Especiales (Ninpō)
- Inazuma (稲妻, "rayo"):  Elimina instantáneamente a todos los enemigos en pantalla. Tiene un máximo de 3 usos por nivel. Se activa con Botón B + Abajo.
- Dai En no Jutsu (大炎の術, "técnica de gran fuego"):  Lanza tres bolas de fuego en abanico. Consume un Pergamino Rojo. Efectivo contra jefes por su alto daño.
- Kakuremino (隠れ蓑, "capa de invisibilidad"):  Otorga 5 segundos de invisibilidad e invulnerabilidad (excepto contra trampas). Ideal para escapar de ataques masivos o reposicionarse.

#### 3. Equipamiento y Power-Ups
- Waraji Rojos (わらじ赤, "sandalias rojas"):  Aumentan tu velocidad de movimiento un 30% durante todo el nivel. Útiles para esquivar ataques o explorar rápido.
- Waraji Azules (わらじ青, "sandalias azules"):  Permiten caminar sobre agua o lava sin daño durante 3 minutos. Esenciales en el Castillo de Akasame (Fuego).
- Kabuto (兜, "casco"):  Otorga 8 segundos de invencibilidad, pero bloquea el uso de la katana. Ideal para secciones con muchos proyectiles.

#### 4. Consumibles
- Pergamino Blanco (白巻物):  Restaura toda tu energía al instante. Se obtiene al derrotar mini-jefes o encontrar cofres ocultos.
- Pergamino Rojo (赤巻物):  Invoca un clon aliado que ataca durante 20 segundos. Perfecto para distraer enemigos en salas abarrotadas.
- Hisha (飛車, "torre de shōgi"):  Mejora permanente que cambia los Fūshaken a un disparo en cruz (+). Se encuentra en el Castillo de Akasame.
- Kaku (角, "alfil de shōgi"):  Mejora permanente para disparos en diagonal (X). Oculto en el Castillo de Ryokusame (Naturaleza).

5. Mecánicas clave:
- Los Fūshaken se pierden al morir
- 99+ vidas = invencibilidad
- Tiempo limitado por nivel (reloj visible en HUD)

6. Estructura de Niveles
Cada uno de los 5 castillos contiene:
1. Zona exterior (diseño único por castillo):
  - Pradera (Aosame)
  - Bosque (Ryokusame)
  - Montaña (Akasame)
  - Río (Mornosame)
  - Camino maldito (Murasame)
2. Interior del castillo:
  - 3-5 salas con puzzles y enemigos temáticos.
  - Sala con jefe final

7. Enemigos
Ninjas Comunes
1. Ninjas Negros  Los enemigos más básicos del juego. Lanzan shurikens en diagonal (+). Su movimiento es lento y predecible.
2. Ninjas Blancos  Versión más rápida y astuta. Atacan en grupos de 4 o emergen del agua para emboscar.
3. Ninjas Rojos  Lanzan bolas de fuego que no pueden desviarse. Igual de frágiles, pero más peligrosos.
4. Ninjas Azules  Prefieren atacar desde los bordes de la pantalla. Más molestia que amenaza directa.
5. Ninjas Parpadeantes  Dejan minas explosivas al moverse. Explotan al morir, detonando todas las minas activas.
6. Ninjas Invisibles  Solo visibles por sus sombras. Su movimiento es impredecible al no verse su cuerpo completo.
7. Ardillas Voladoras (ムササビ)  Ninjas de élite que saltan en patrones erráticos. Más comunes en etapas avanzadas.
8. Ninjas de Castillo  Defensores con colores que coinciden con su castillo (azul, rojo, verde, rosa). Se camuflan mejor.

Enemigos Exteriores
1. Minas Terrestres  Explotan al acercarse. Parpadean 1 segundo antes de detonar.
2. Chunin (中忍) Bombarderos  Bloquean salidas lanzando bombas con alcance completo.
3. Chunin (中忍) de Fuego  Escupen bolas de fuego de movimiento rápido. No explotan.
4. Tengu (天狗)  Demonio aéreo que se teletransporta en tornados. Invulnerable mientras vuela.
5. Demonio de Tierra  Emerge del suelo para lanzar 3 shurikens antes de esconderse.
6. Bandidos  Enemigos raros con hachas en zonas montañosas. Lentos pero persistentes.

Enemigos de Castillo
1. Samuráis rebeldes  Guardianes de puertas bloqueadas. Solo se mueven verticalmente con espada lista.
2. Chunin (中忍) de Lanza  Giran sus lanzas creando un escudo defensivo. Difíciles de flanquear.
3. Ninja de Fuego  Maestros que crean anillos de llamas. Casi invulnerables sin items especiales.
4. Chunin (中忍) de Castillo  Versión mejorada de los Bombarderos. Lanzan bombas más rápido.
5. Guardianes de Puerta  Aparecen en grupos cuando los señores huyen. Disparan proyectiles ondulantes de lazos ninja.
6. Hannya (般若)  Espíritus que se disfrazan de princesas. Atacan agresivamente al revelarse.

Enemigos del Castillo Murasame
1. Jakki  Enemigos con aspecto de Oni, que reemplazan a los ninjas estándar. Lanzan 2 tipos de proyectiles distintos: uno es el proyectil de llama estándar, mientras que el otro es un proyectil multicolor que se puede desviar como una estrella arrojadiza.
2. Guardianes de Puente  Protegen puentes con ráfagas de 8 proyectiles en todas direcciones.
3. Lanzabombas  Sus explosiones liberan demonios de fuego. Pueden saturar la pantalla.
4. Lanzallamas  Versión mejorada de los Chunin de Fuego. Mayor alcance y daño.

Jefes
1. Señor del Agua (青雨城主)  Controla niebla que reduce visibilidad y esferas acuáticas.
2. Señor del Fuego (赤雨城主)  Domina explosiones y teletransportación. Deja áreas de daño persistentes.
3. Señor de la Naturaleza (緑雨城主)  Crea 3 clones ilusorios indistinguibles. Solo el original recibe daño.
4. Señora de la Ilusión (桃雨城主)  Lanza dagas que estallan en 8 fragmentos. Se teletransporta aleatoriamente.
5. Murasame  Estatua viviente que dispara:
  - Orbes energéticos rebotantes
  - Caras demoníacas que se dividen  Su núcleo solo es vulnerable en la fase final.

## Murasame CastleenSamurai Warriors 3
El modo Murasame Castle es una campaña exclusiva incluida en la versión para Wii del videojuego Samurai Warriors 3 de Koei Tecmo, lanzada en 2009. Este contenido se inspira en el clásico de Famicom The Mysterious Murasame Castle (1986), reinterpretando su argumento y rediseñando su jugabilidad para adaptarla a las mecánicas de la serie Warriors.
En esta versión, el jugador acompaña a Takamaru, el protagonista original del título de Famicom, quien ha sido enviado por el shōgun Tokugawa Ietsuna para investigar un fenómeno sobrenatural en los dominios del Castillo Murasame. Poco después de iniciar su misión, Takamaru es absorbido por una explosión de energía que lo transporta cien años al pasado, donde se encuentra con los personajes del título base como Yukimura Sanada y Okuni. Los protagonistas se embarcan en una cruzada para recuperar cinco gemas elementales necesarias para sellar a Murasame, una deidad otrora protectora del pueblo, ahora corrompida por una fuerza maligna.
La historia se estructura alrededor del enfrentamiento con los cuatro señores que custodian las gemas: Lord Aosame controla hielo y electricidad en el Castillo Azul, Lord Akasame utiliza fuego en el Castillo Rojo, Lord Ryokusame manipula venenos y trampas naturales en el Castillo Verde, y Lady Momosame emplea ilusiones y técnicas espirituales en el Castillo Rosa. Cada castillo ofrece desafíos únicos con trampas, enemigos temáticos y patrones de jefe propios. En la fase final, los protagonistas asaltan el Castillo Murasame y destruyen las gemas con ayuda de un cañón situado en el escenario.
Durante su misión, Takamaru entabla relación con Ayame, sacerdotisa del Santuario Murasame. Inicialmente manipulada por Momosame, Ayame más tarde revela que Murasame era un kami benevolente, víctima de una corrupción externa. Gracias a esta revelación, se lleva a cabo un ritual para purificarlo. Una vez sellado el espíritu maligno, Takamaru regresa a su época y agradece la ayuda del jugador, a quien reconoce como un guerrero legendario del que se hablaba en su propio tiempo.
Esta reinterpretación del argumento va mucho más allá del juego de Famicom, que carecía de diálogos o desarrollo narrativo detallado. En Samurai Warriors 3, se integran cinemáticas, conversaciones y escenas dramáticas que dotan de trasfondo a los personajes y motivaciones a los jefes enemigos.
En términos jugables, el modo abandona la estructura lineal tipo arcade del original, además de eliminar las armas a distancia y modificar los poderes místicos por movimientos cuerpo a cuerpo con katana, ofreciendo en cambio mapas extensos con rutas ramificadas, objetivos secundarios, trampas activables y eventos dinámicos. El combate deja de ser individual y pasa a incorporar enfrentamientos masivos, con posibilidad de montar a caballo, controlar aliados y aprovechar habilidades especiales. El enfrentamiento con Murasame incluye mecánicas propias, como la destrucción de barreras y el uso táctico del escenario. Este modo destaca como una de las adiciones más notables en una entrega de la serie Warriors, por ofrecer no solo una reinterpretación de un título clásico, sino una experiencia completa en sí misma que combina narrativa, exploración y combate frenético.
En esta versión, Takamaru es interpretado en ingles por Darrel Guilbeau, y por Hiroshi Okamoto en japonés.

## Ports, colaboraciones y versiones relacionadas
The Mysterious Murasame fue trasladado a Game Boy Advance el 10 de agosto de 2004 como parte de la Famicom Mini Series en Japón. Fue lanzado en la Consola Virtual de Japón para Wii el 19 de agosto de 2008 y para Wii U el 30 de julio de 2014. Fue lanzado en la consola virtual para Nintendo 3DS en Japón el 3 de julio de 2013, en Europa y Australia el 29 de mayo de 2014, y en Norteamérica el 7 de agosto de 2014; esta fue la primera vez que el juego había sido lanzado en Occidente.
En junio de 2010, el juego se presentó, entre otros, en la consola Nintendo Entertainment System y Super NES como parte de una demo técnica llamada Classic Games en la E3 2010.
El juego también hizo apariciones cameo en otros videojuegos. En el juego de Nintendo GameCube Pikmin 2, uno de los objetos encontrados en el juego es el disco del juego The Mysterious Murasame Castle. En el juego de Wii Captain Rainbow, Takamaru aparece como personaje de apoyo. En el juego de Wii Super Smash Bros. Brawl, una canción titulada "Nazo no Murasamejo - Douchuumen", basada en el tema mundial que se escuchó antes de entrar en los castillos, aparece como una canción desbloqueable para Mario Bros. escenario, junto con el propio Takamaru como una de las muchas pegatinas desbloqueables, que otorga +11 de ataque. En el juego de Nintendo DS WarioWare D. I. Y., uno de los microjuegos de la versión japonesa se basa en este juego, que fue reemplazado por un microjuego de Pikmin en versiones no japonesas. En el juego de Wii Samurai Warriors 3, Takamaru (voz de Hiroshi Okamoto) aparece como personaje extra en el modo castillo de Murasame. 
La serie también aparece en Nintendo Land para la Wii U como el Castillo Ninja de Takamaru. Takamaru aparece como un Trofeo Assist Trophy en Super Smash Bros. para Nintendo 3DS y Wii U y Tomokazu Sugita lo interpreta en japonés; cuando es convocado, usa su Katana y su ataque multidireccional "Fushoken". Takamaru fue considerado como un personaje jugable desde Súper Smash Bros Melee y nuevamente en Super Smash Bros. para Nintendo 3DS y Wii U, pero fue cortado porque no era reconocido tanto como otros personajes de Nintendo; su tema principal fue utilizado en la etapa de Duck Hunt y recibió un nuevo medley que incluye el tema principal "Douchuumen", el tema del castillo Murasame, y el tema del interior de los otros castillos.
Durante una presentación de Super Smash Bros. para Nintendo 3DS y Wii U en 2015, se reveló un disfraz descargable de Mii Fighter basado en Takamaru para el Mii Swordfighter. Fue lanzado junto con el resto del DLC el 3 de febrero de 2016. Takamaru reaparece como Assist Trophy en Super Smash Bros Ultimate, y como espíritu desbloqueable de tipo Ataque, con la propiedad de aumentar el daño infringido con espadas.
En junio de 2019, Nazo No Murasame jou, tiene un easter egg en el juego Super Mario Maker 2, aparece como efecto de sonido en el cual entra Takamaru y del otro lado un conjunto de ninjas mientras suena el tema principal del juego.

## Adaptación televisiva
El 8 de diciembre de 1986, The Mysterious Murasame Castle fue adaptado a un especial de televisión live action titulado Onyanko Torimonochō: Nazo no Murasamejō (おニャン子捕物帳 謎の村雨城), producido por Fuji Television y transmitido como parte del programa semanal Getsuyō Dorama Land.
La historia sigue a Takamaru en una misión para rescatar a una princesa y derrotar a señores feudales poseídos por una fuerza sobrenatural. El episodio fue protagonizado por Masaki Kyomoto como Takamaru y contó con la participación de varias integrantes del grupo idol Onyanko Club, como Sanae Jōnouchi, Shizuka Kudo, Mamiko Takai y Eri Nitta.
La adaptación incluyó elementos cómicos y personajes originales no presentes en el videojuego. Durante años se creyó perdida, hasta que fue redescubierta por el preservacionista japonés Ruka en un DVD lanzado en 2005 y posteriormente subida a YouTube en 2023. Es considerada por algunos como una de las primeras adaptaciones en largometraje de acción real basada en un videojuego, o incluso la primera, (generalmente, "Super Mario Bros" de 1993 es considerada la primera adaptación cinematográfica de un videojuego).